# Утикач
Утикач, или колоквијално штекер (искварено од  ) је део електричне опреме, који се лаганим покретом убацује у утичницу и на тај начин долази до напајања уређаја електричном енергијом.

## Савет
Приликом вађења утикача, ово посебно важи за шуко, потребно је руком вршити силу на утичницу приближно једнаку или јачу од оне која се користи за вађења утикача. Ово је битно спроводити, како не би дошло до одваљивања утичнице из зида.